# チャン・ヒエウ・ガン
チャン・ヒエウ・ガン（Trần Hiếu Ngân、陳孝銀、1974年6月26日 - ）は、ベトナムのテコンドー選手。
チャン・ヒエウ・ガンは2000年に、シドニーオリンピックのテコンドー女子57kg級で銀メダルを獲得。ベトナム選手としてオリンピックでメダルを獲得した最初の選手となった。バンコクで行われた1998年アジア競技大会でもベトナム代表として出場している。